# St. Sebastian (Hohenfels)

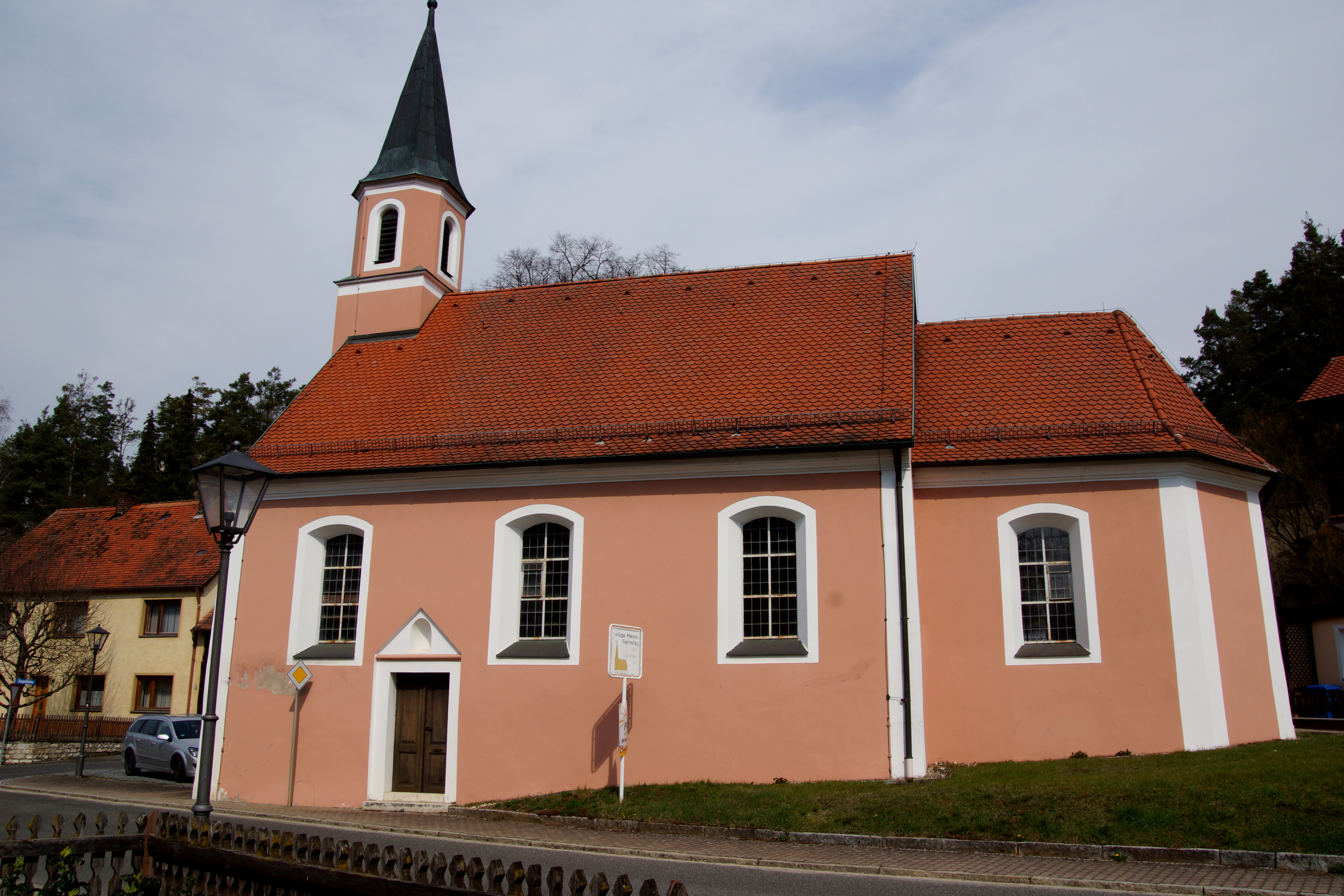
St. Sebastian (Hohenfels)

Die römisch-katholische, denkmalgeschützte Filialkirche St. Sebastian steht in Hohenfels, einem Markt im Landkreis Neumarkt in der Oberpfalz. Sie ist dem Bistum Regensburg zugeordnet. Das Bauwerk ist unter der Denkmalnummer D-3-73-134-18 als Baudenkmal in die Bayerische Denkmalliste eingetragen.

## Beschreibung
Die barocke Saalkirche wurde 1687–90 erbaut. Sie besteht aus einem Langhaus und einem eingezogenen, dreiseitig geschlossenen Chor im Osten. Über dem Giebel im Westen des Satteldaches des Langhauses erhebt sich ein quadratischer Dachreiter, dessen oberes, achteckiges Geschoss den Glockenstuhl beherbergt, und der mit einem Knickhelm bedeckt ist.
Der Innenraum des Langhauses ist mit einer Flachdecke überspannt, der des Chors mit einem Stichkappengewölbe. Zur Kirchenausstattung gehört ein Hochaltar, der von den Statuen des Franz von Assisi und des Antonius von Padua flankiert wird. Auf dem Altarretabel ist der heilige Sebastian dargestellt. An der linken Langhauswand befindet sich eine Ikone, auf der Maria zu sehen ist.
Die kleine Orgel (6/I) ist ein anonymes Werk aus dem 18. Jahrhundert.